# Corrado Giaquinto

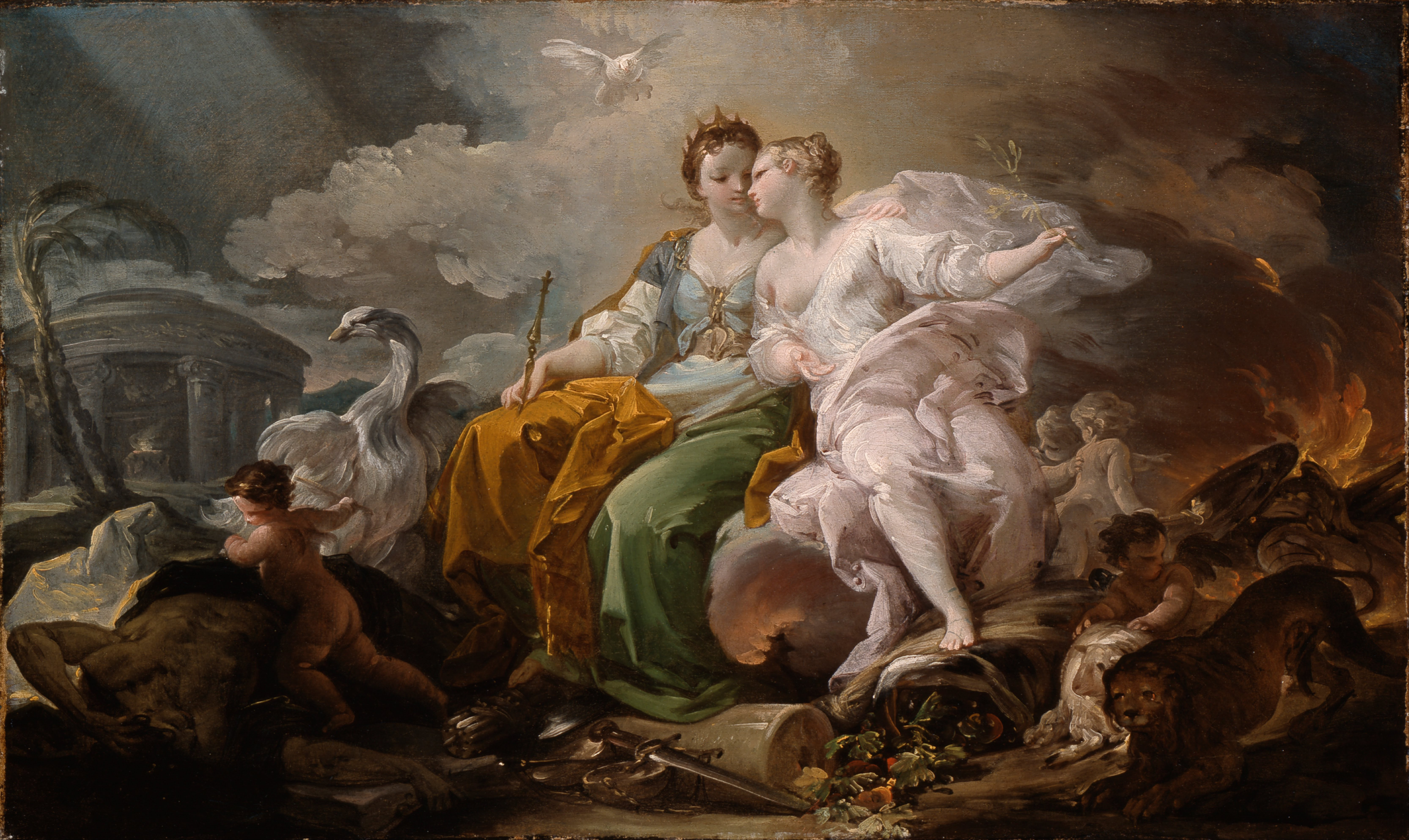
La Paix et la Justice, croquis préparatoire,
1753, Musée d'Indianapolis

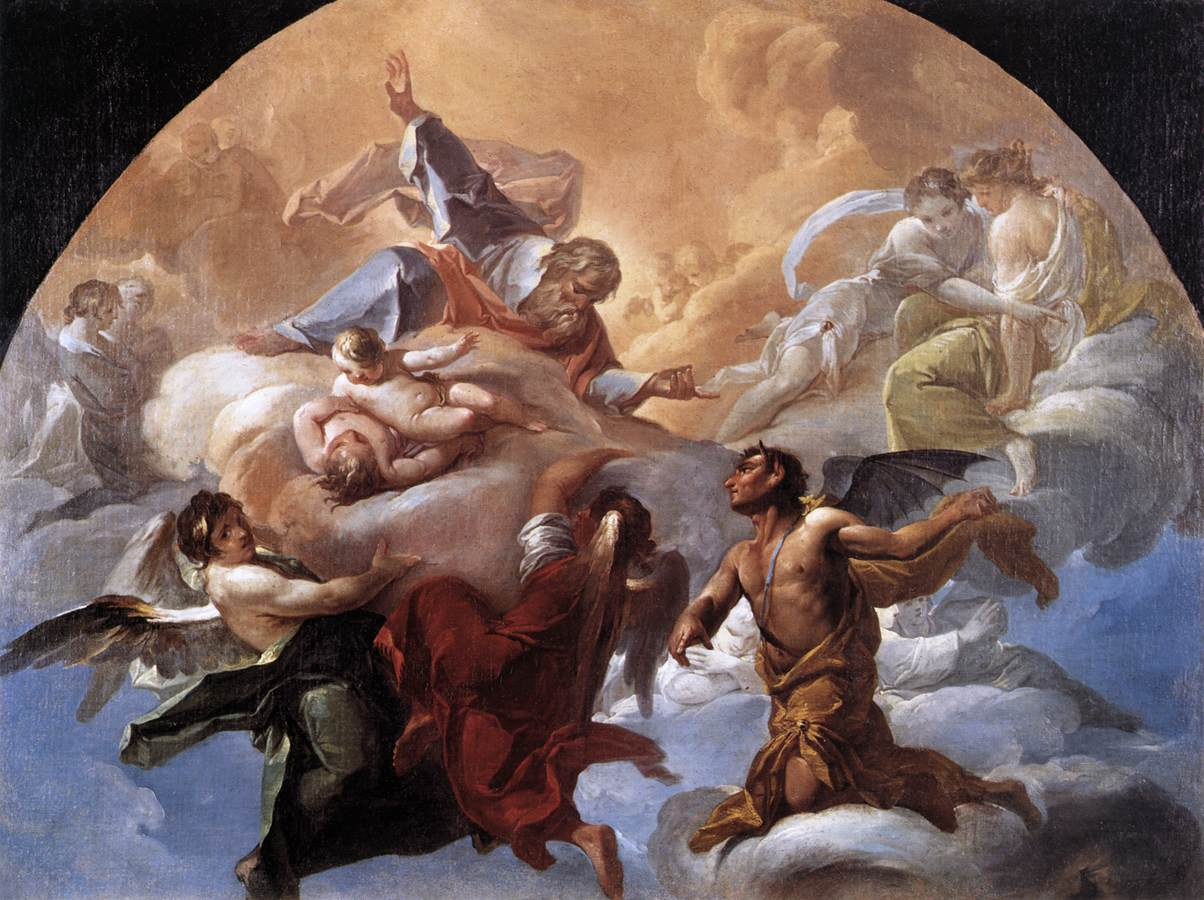
Satan s'adressant à Dieu (vers 1750), Rome, musée du Vatican.

Corrado Giaquinto, né à Molfetta le 18 février 1703 et mort le 18 avril 1766 à Naples, est un peintre rococo italien de l'école napolitaine, actif en Italie et en Espagne.

## Biographie
Né au nord de Bari, à Molfetta, Corrado Giaquinto arrive à Naples en 1717. Il y est élève de Francesco Solimena, en compagnie de Bonito et de De Mura.
A Rome en 1727, il enrichit sa culture napolitaine en étudiant la grande décoration baroque, mais surtout en entrant en contact avec des artistes au goût plus léger et tendre comme Sebastiano Conca et Francesco Trevisani.
Ses capacités nouvelles de peintre de fresques, déjà rococo, apparaissent dans ses œuvres réalisées lors de son séjour à Turin en 1733 et en 1740, en compagnie d'artistes, comme Juvarra, Giovanni Battista Crosato, Beaumont et à nouveau Francesco de Mura.
En 1740, il est admis à l'Accademia di San Luca de Rome, et peu de temps après, il crée un atelier où il forme de jeunes artistes espagnols envoyés à Rome pour terminer leurs études. En 1742 il y peint le chef-d'œuvre de l'église de la Trinité des Espagnols, le retable de La Trinité avec les esclaves libérés (1742-1743).
En 1743 des fresques lui sont commandées par le procureur général des Cisterciens et abbé de Santa Croce, Raimondo Besozzi, pour l'abside de la basilique Sainte-Croix-de-Jérusalem de Rome. Elles ont été payées par le pape Benoît XIV. Aujourd'hui perdue, il en reste des esquisses à la National gallery de Londres et au Prado.
Il fut appelé à la cour d’Espagne en 1753, et devient le Premier Peintre de la Chambre du roi Ferdinand VI d'Espagne et directeur de l'Académie de san Fernando.
Sa mission principale était la décoration en fresque de la chapelle royale et l'actuel escalier et salle des colonnes du Palais Royal de Madrid. Le cycle de fresques dans la chapelle était soumis aux instructions du bénédictin Martín Sarmiento qui dès 1743, rédige un document définissant les éléments nécessaires à la décoration du Nouveau Palais alors en construction, transformant ainsi la résidence royale en un symbole de la nouvelle dynastie des Bourbons.
Il travaille aussi à l'Escurial et Aranjuez jusqu'en 1762. Il achève également de nombreux ensembles de fresques.
Il est également chargé de la gestion de la Fabrique royale de tapisseries, située à Madrid.
Il a eu comme disciples José del Castillo et Antonio González Velázquez.

## Œuvre

### En Italie
- La Visitation (1717-1727), d'après Solimena, huile sur toile, 65 × 76 cm, Collection privée, vente Sotheby's 2009[7]
- Adoration des mages (vers 1725), huile sur toile, 48 × 55 cm, Musée des Beaux-Arts de Boston[8]
- La Vierge présente saint Nicolas à la Sainte Trinité (1731), modello pour la coupole de l'église romaine Saint-Nicolas-des-Lorrains, huile sur toile, 99 × 136 cm, modello pour le retable de l'église de Madonna del Carmine, Turin, Collection privée, vente Sotheby's 2014[9]
- Assomption de la Vierge (1739), huile sur toile, 98 × 64 cm, version réduite du retable du maître-autel de l'église de l'Assomption à Rocca di Papa, Collection privée, vente Sotheby's 2013[10]
- Le Triomphe de Saint Jean de Dieu (1740), huile sur toile, 73 × 54 cm, étude pour une fresque du plafond dans l'église San Giovanni Calibita à l'Hôpital Fatebenefratelli[11]
- Le Repos pendant la fuite en Égypte (1740-1742), huile sur toile, 98 × 63 cm, Esquisse pour la décoration du transept nord de l'église de Santa Teresa à Turin, Paris, musée du Louvre[12]
- Immaculée conception avec le prophète Elie (1740-1741), huile sur toile, 104 × 59 cm, modello pour le retable de l'église de Madonna del Carmine, Turin, Collection privée, vente Sotheby's 2016[13]
- La Dernière Cène (années 1740), huile sur toile, 60 × 112 cm, modello pour le retable de l'église de Madonna del Carmine, Turin, Collection privée, vente Sotheby's 2016[2]
- La Dernière Cène, huile sur toile, 60 × 112 cm, Compton Verney[14]
- La Sainte Trinité avec les âmes du purgatoire (début des années 1740), huile sur toile, Minnesota, Minneapolis Institute of Arts[15]
- Adoration des rois et quatre tableaux des Prophètes (1740-1745), huile sur toile, 54 × 73 cm, Musée d'histoire de l'art de Vienne[16]
- Automne et Hiver (1740-1750), huile sur toile, 108 × 151 cm, Washington, National Gallery of Art
- Sainte Hélène et l'empereur Constantin présentés à la Sainte-Trinité par la Vierge Marie (1741–1742), huile sur toile, 348 × 144 cm, Missouri, musée d'art de Saint-Louis[17]
- Moïse frappant le rocher, fresque pour la fresque de l'abside de la basilique Sainte-Croix-de-Jérusalem de Rome aujourd'hui perdue. Deux esquisse connues :
  - Moïse frappant le rocher (1743-1744), huile sur toile, 64 × 48 cm, National Gallery (Londres)[18]
  - Moïse frappant le rocher[3]  et Le Serpent d'airain[19] (1743-1744), huiles sur toile, 64 × 48 cm, Musée du Prado
- Assomption de la vierge (1747), Cathédrale de Maria SS. Assunta, Molfetta
- La Sainte Trinité avec un archange libérant des esclaves (1749), huile sur cuivre, 48 × 25 cm, croquis préparatoire pour le retable de l'Église de la Très-Sainte-Trinité-des-Espagnols de Rome, Collection privée, vente Sotheby's 2010[20]
- Vénus présentant les armes à Énée (avant 1750), huile sur toile, 153 × 115 cm, County Durham, Bowes Museum[21]
- Pietà (vers 1750), huile sur toile, 89 × 70 cm, Collection privée, vente Sotheby's 2015[22]
- La Madeleine pénitente (vers 1750), huile sur toile, 160 × 118 cm, peint pour le cardinal Mario Bolognetti (1690-1756) à Rome, Metropolitan Museum, New York[23]
- Le Baptême du Christ (vers 1750), huile sur cuivre, 32 × 17 cm, Collection Carmen Thyssen-Bornemisza, Madrid[24]
- Médée (1750-1752), huile sur toile, 162 × 122 cm, National Trust, Hinton Ampner[25]
- La Sainte Famille (1750-1753), huile sur toile, 131 × 103 cm, ovale, Collection privée, vente Sotheby's 2008[26]
- Le Saint Esprit (années 1750), huile sur toile, 64 × 48 cm, Collection particulière[27]
- Apothéose de la monarchie espagnole (vers 1751), huile sur toile, 96 × 43 cm, Londres, National Gallery. Croquis préparatoire pour un plafond du Palazzo Santa Croce à Palerme appartenant à la famille Celesti (maintenant dans le Palazzo Rondinini-Sanseverino à Rome). Ils ont peut-être commandé cette allégorie après que Charles III (roi d'Espagne), ait été couronné à Palerme roi de Sicile et de Naples[28]
- Triomphe de Galatée et l'Enlèvement d'Europe (1752), huiles sur toile, 85 × 123 cm, Wisconsin, Milwaukee Art Museum[29]
- L'Annonciation, vers 1753, huile sur toile, 63 × 36 cm, Yale University Art Gallery[30]
- La Nativité de la Vierge (avant 1753), huile sur toile, 72 × 103 cm, Musée des Offices. Préparatoire au retable pour la Cathédrale de Pise en 1753[31]
- Ulysse et Diomède dans la tente de Rhésos, huile sur toile, 128 × 98 cm, pinacothèque métropolitaine de Bari[32].

Œuvres réalisées en Italie
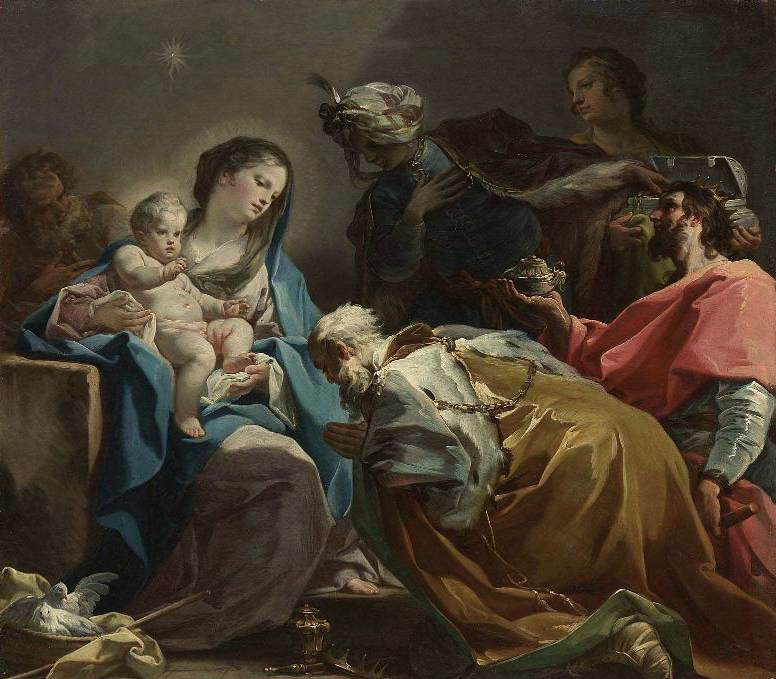
Adoration des mages (1725) Musée des Beaux-arts de Boston
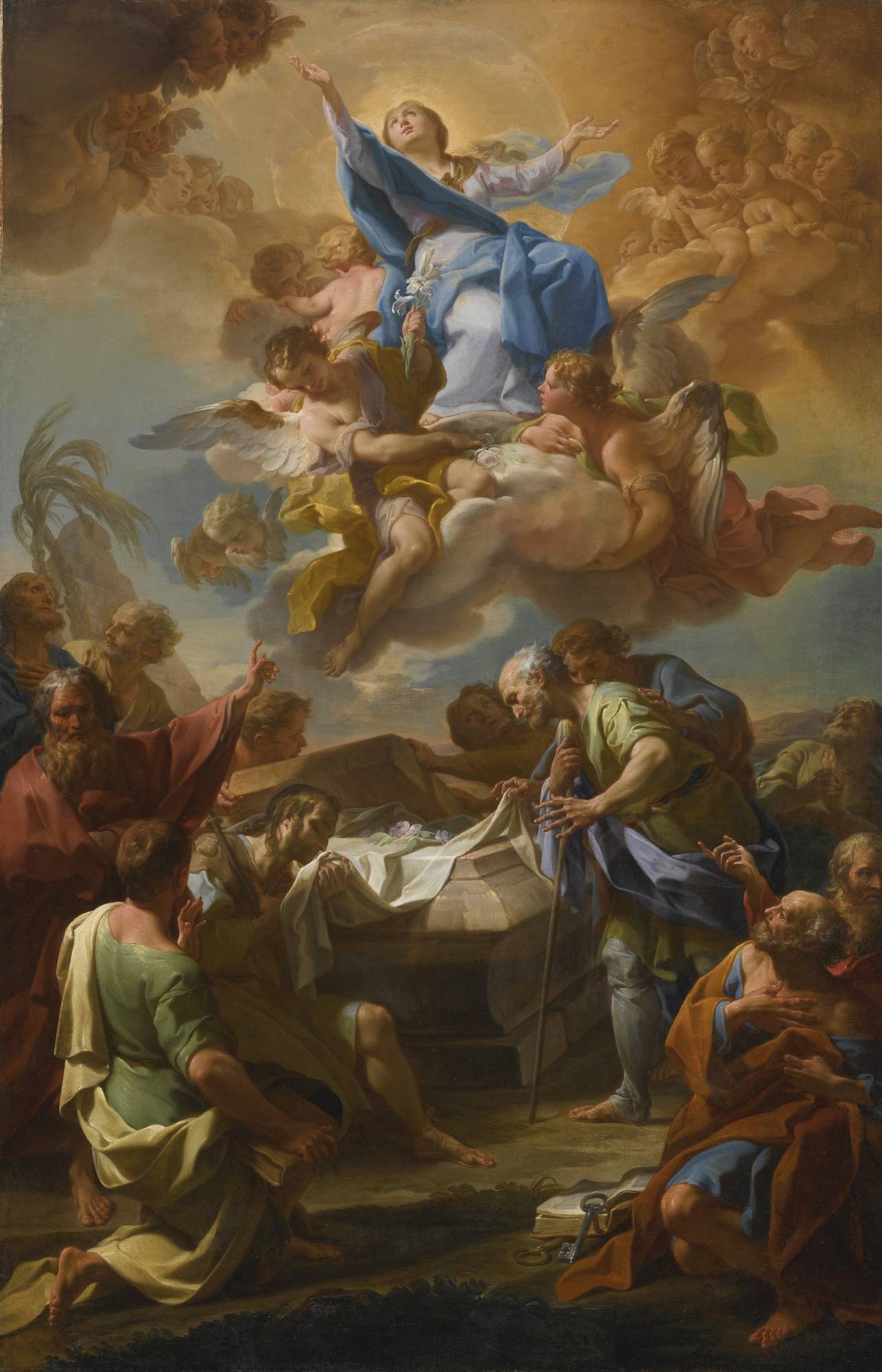
Assomption de la Vierge (1739) Esquisse pour la Rocca di Papa Collection privée
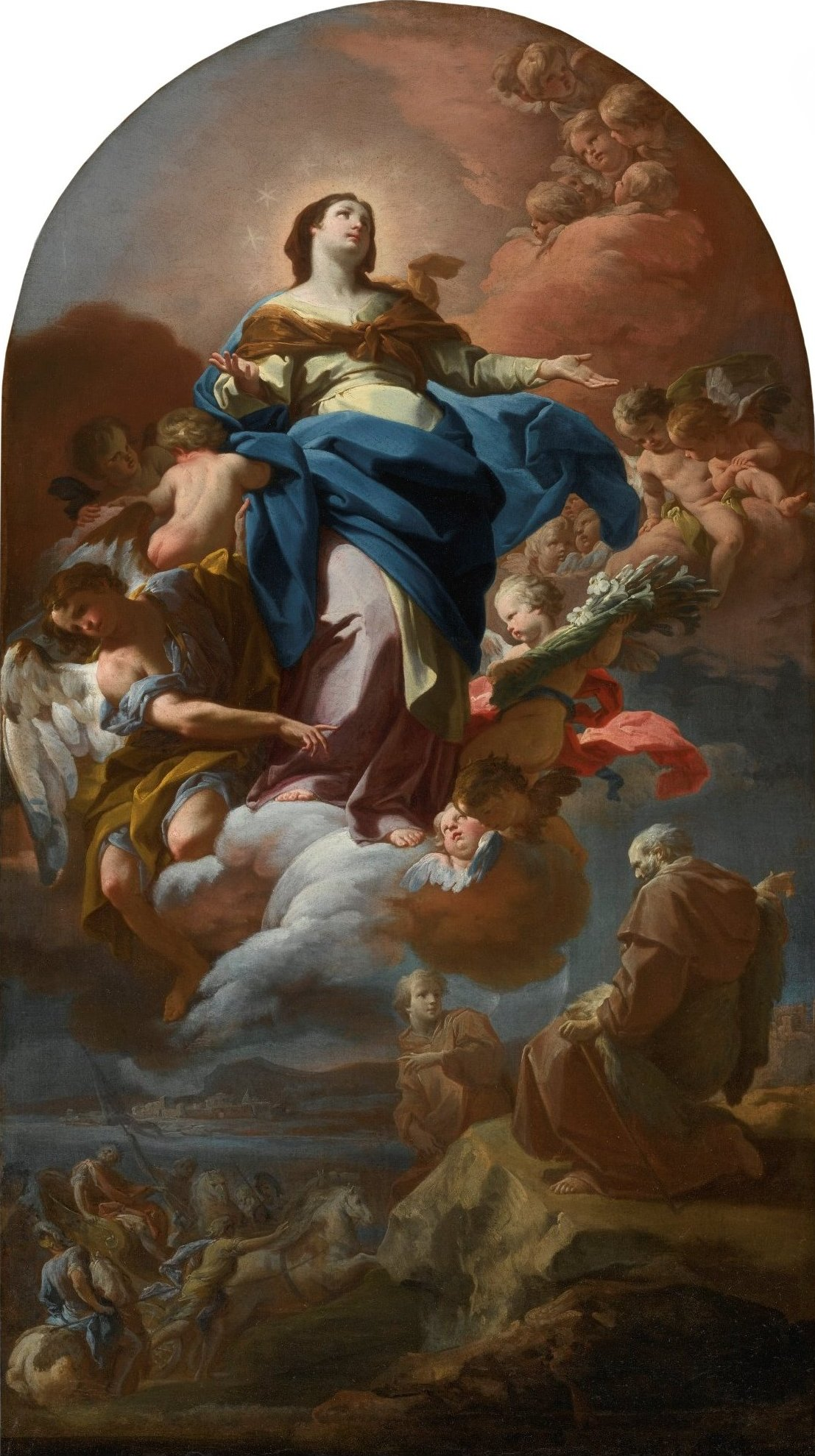
Immaculée conception avec le prophète Elie 1740-1741, Vente Sotheby's 2017
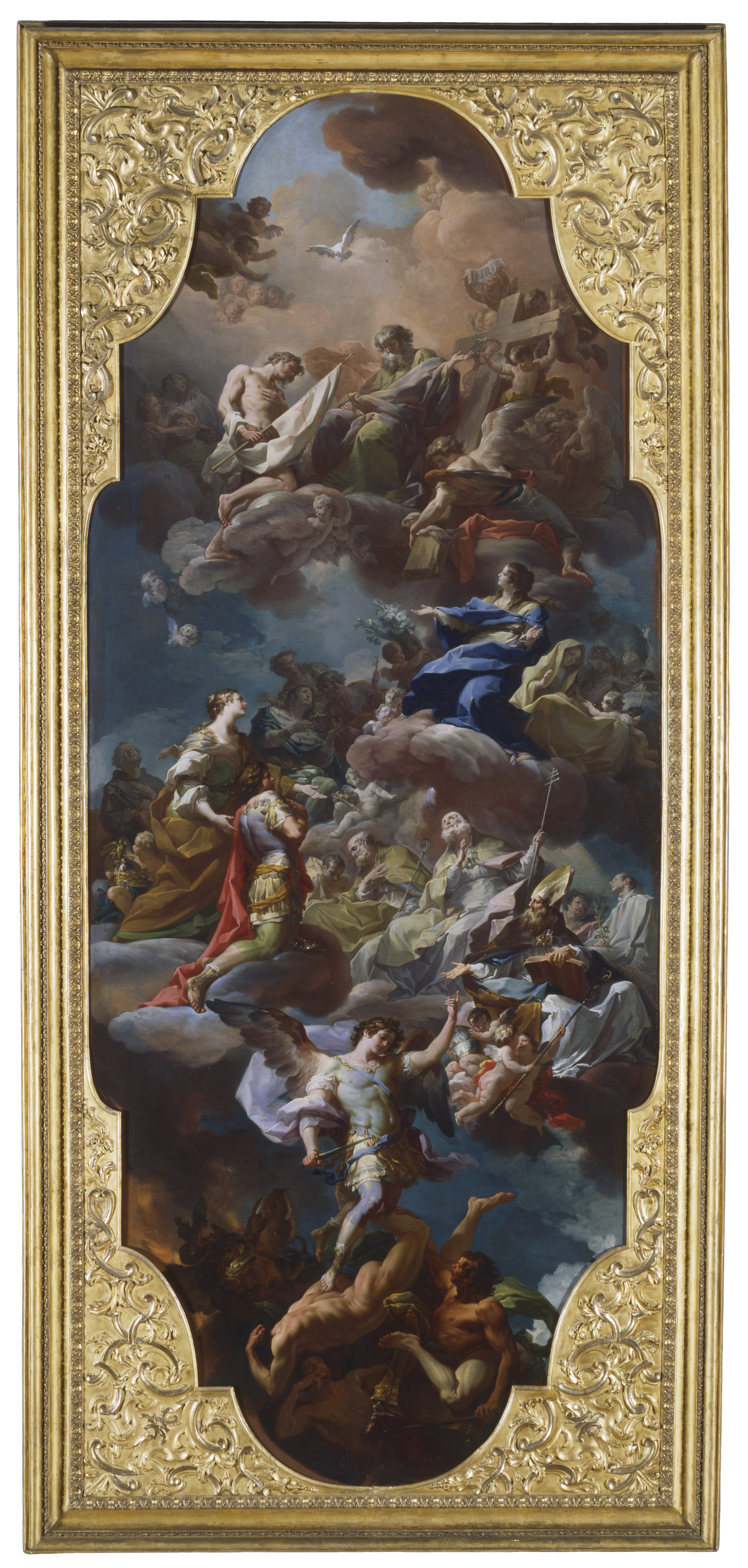
Ste Hélène et Constantin (1741-1742) Musée d'art de Saint-Louis
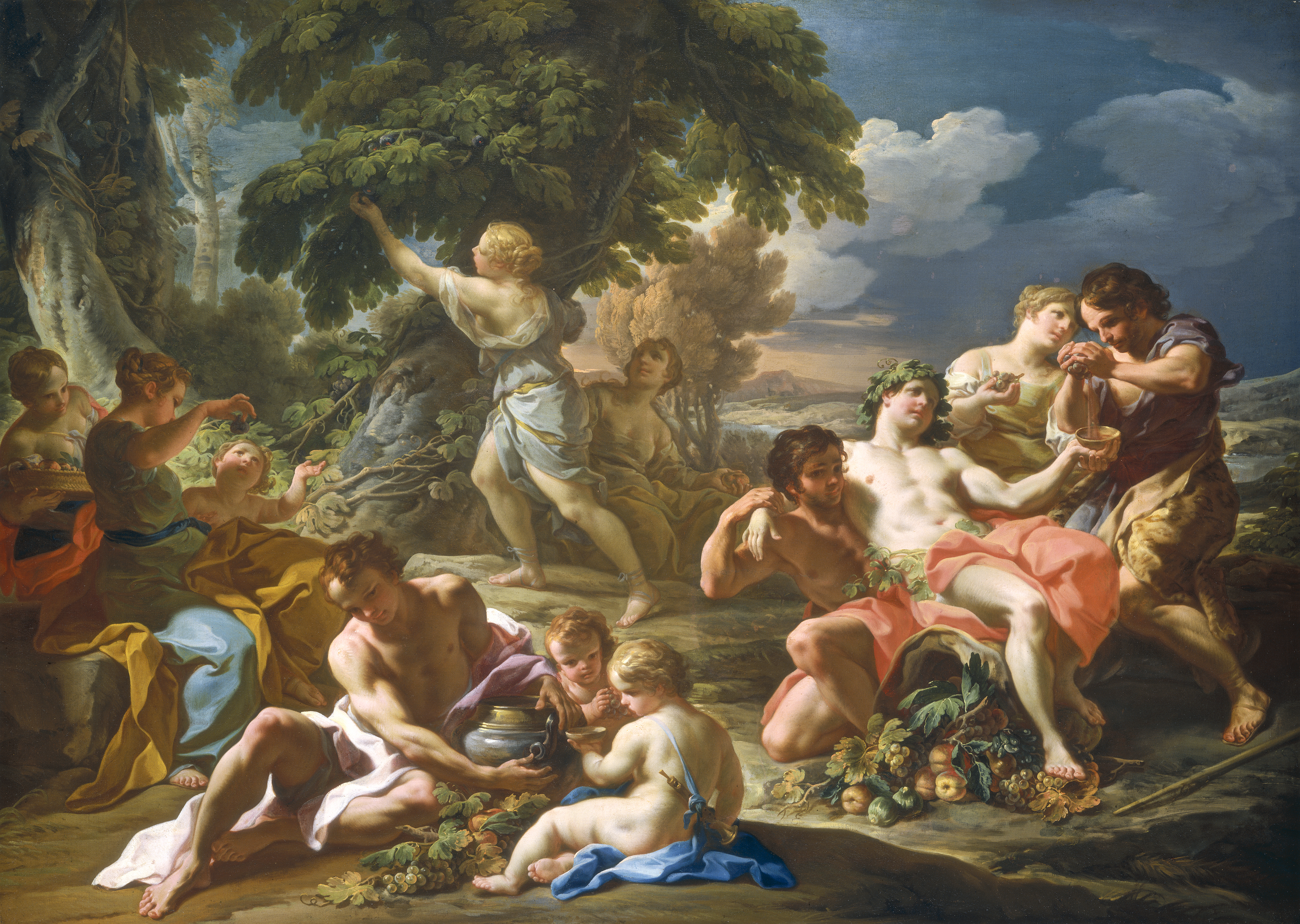
L'Automne (1740-1750) National Gallery of Art
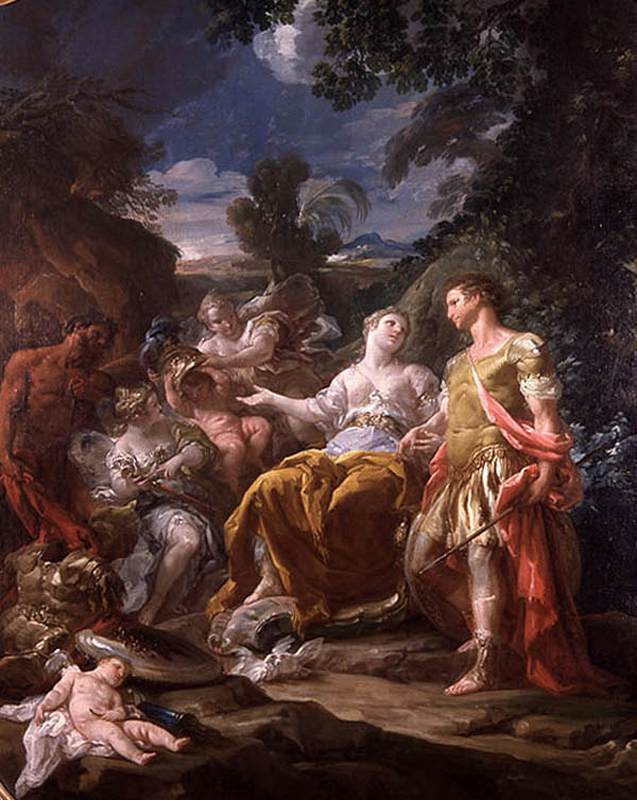
Vénus présentant les armes à Énée (avant 1750), Bowes Museum
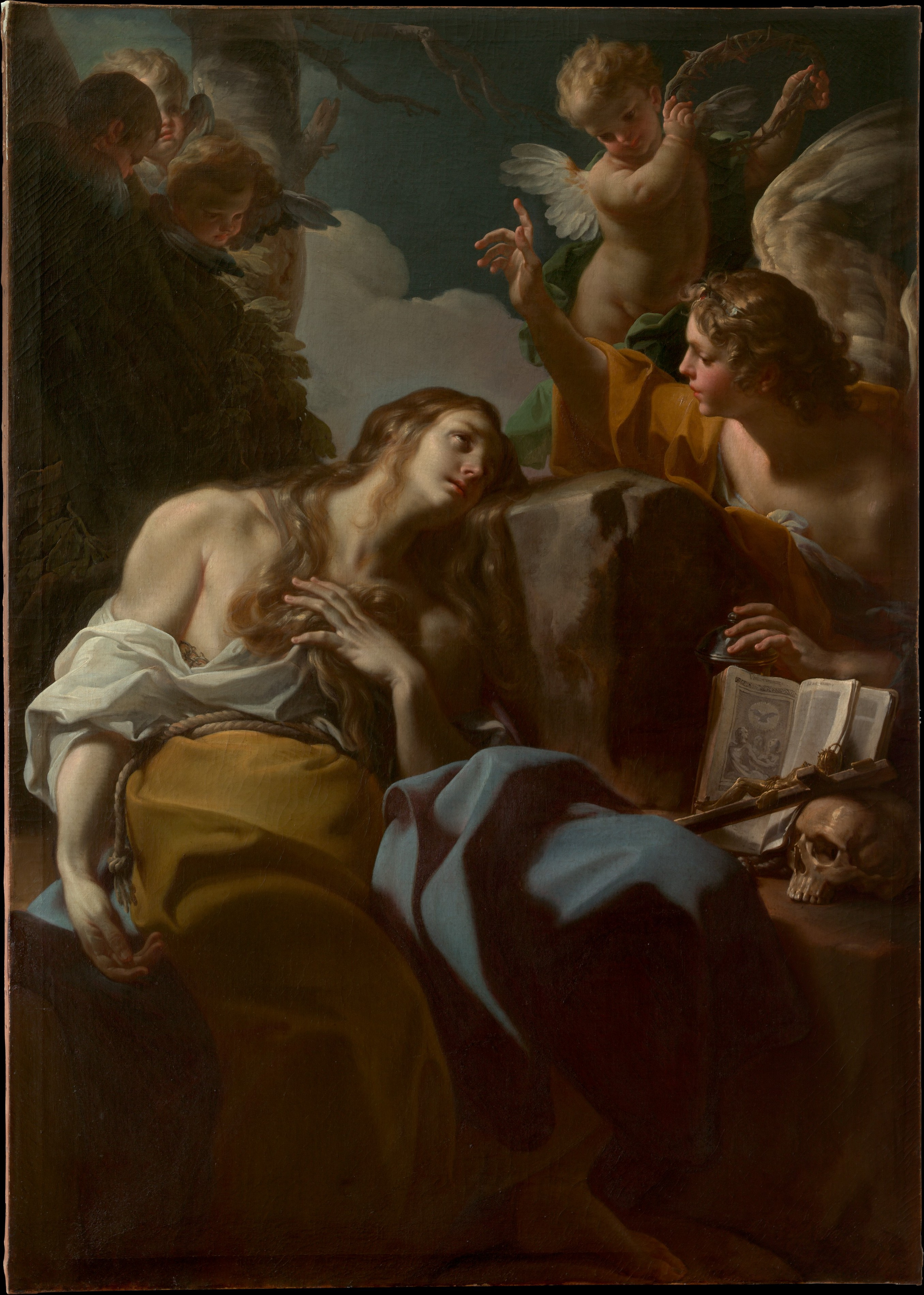
La Madeleine pénitente, vers 1750 Metropolitan Museum
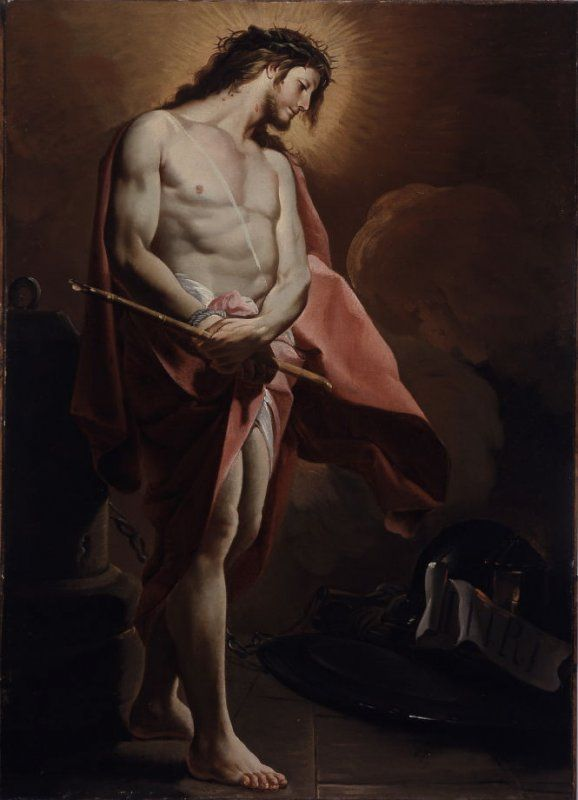
Christ à la colonne, Fine Arts Museums of San Francisco
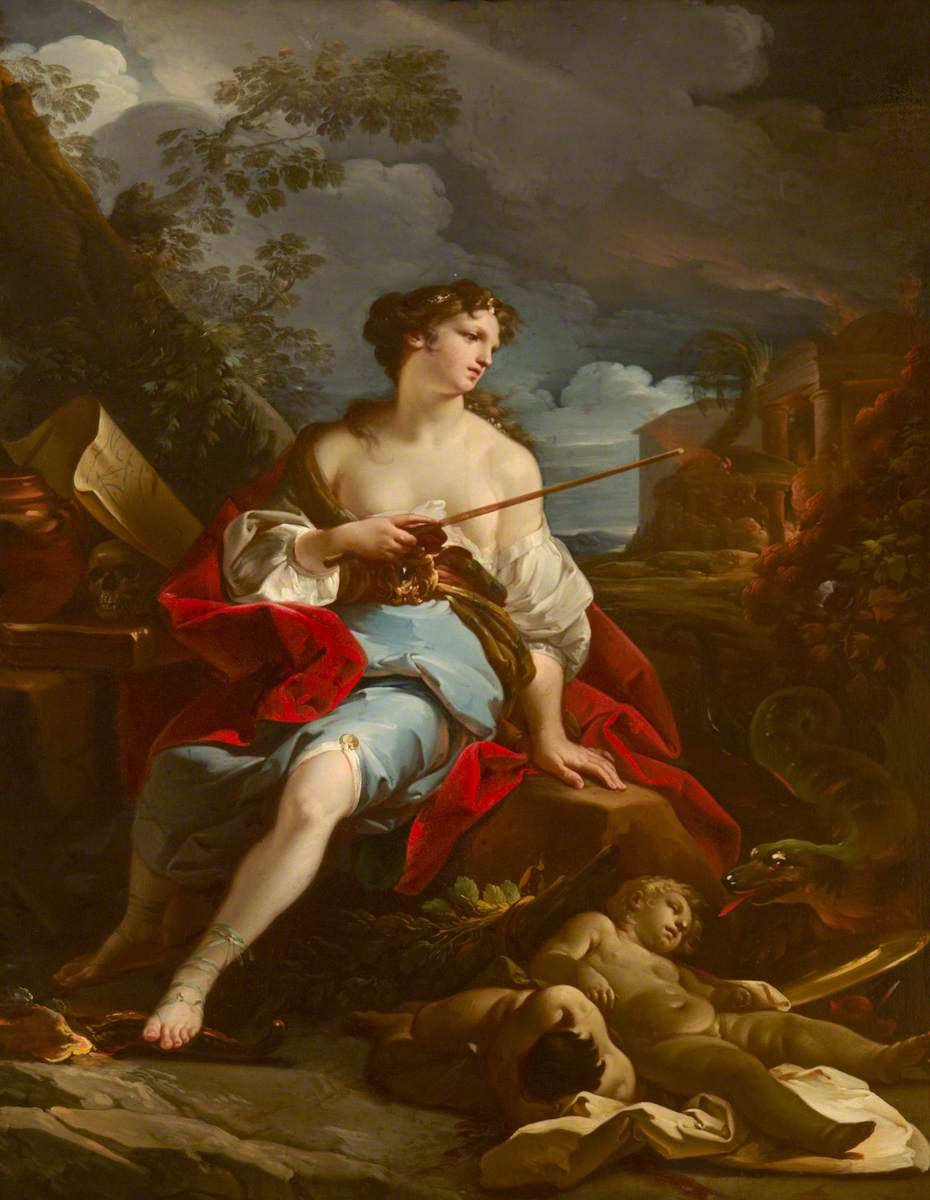
Médée (1750-1752) National Trust, Hinton Ampner
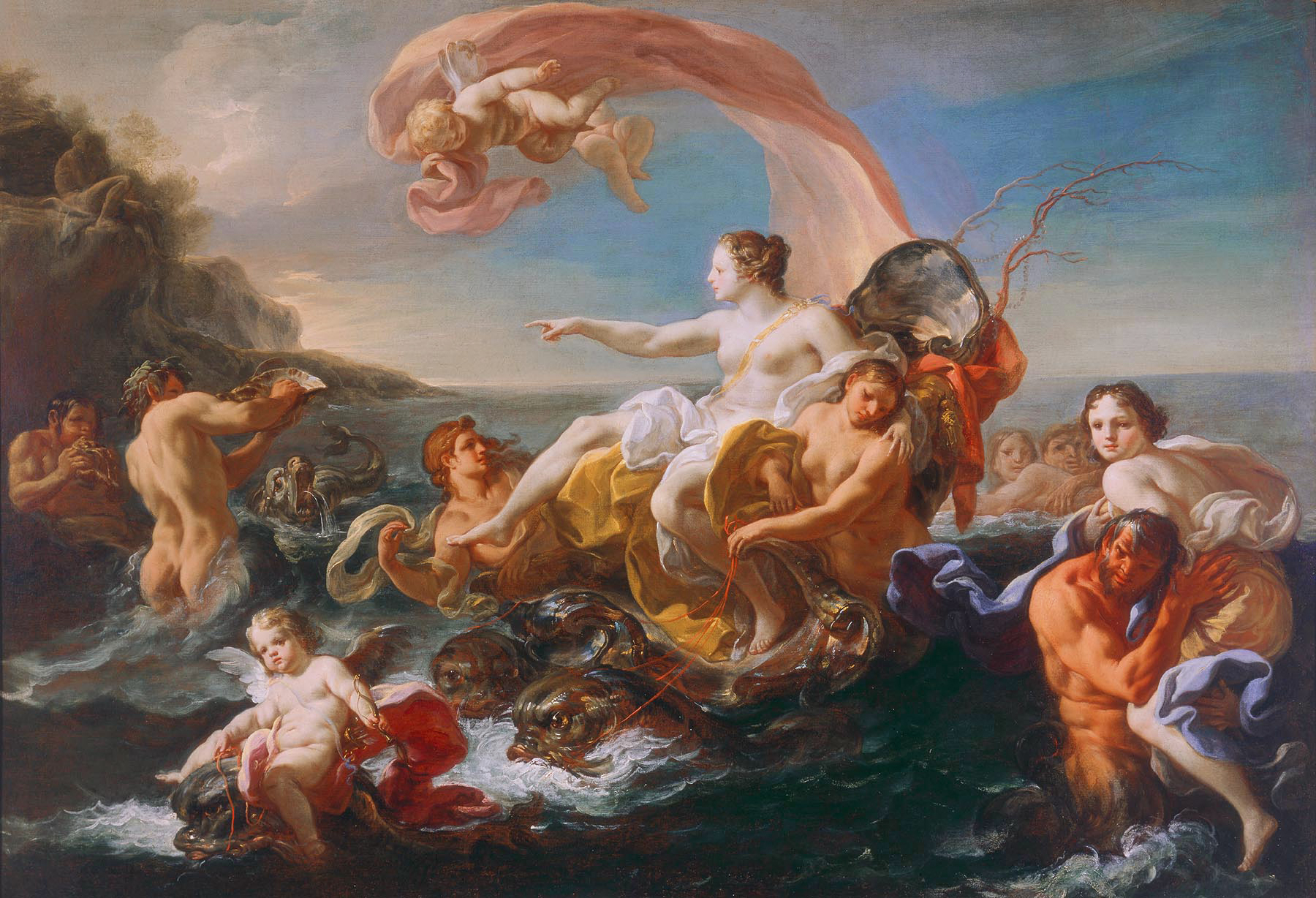
Le Triomphe de Galatée (1752) Milwaukee Art Museum
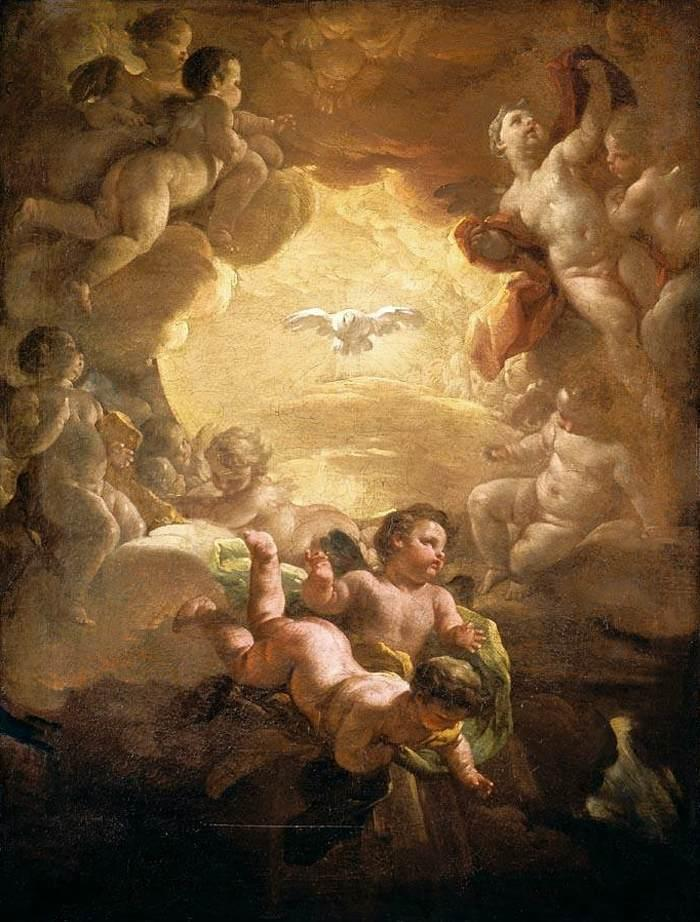
Saint-Esprit (années 50) Collection privée

### En Espagne

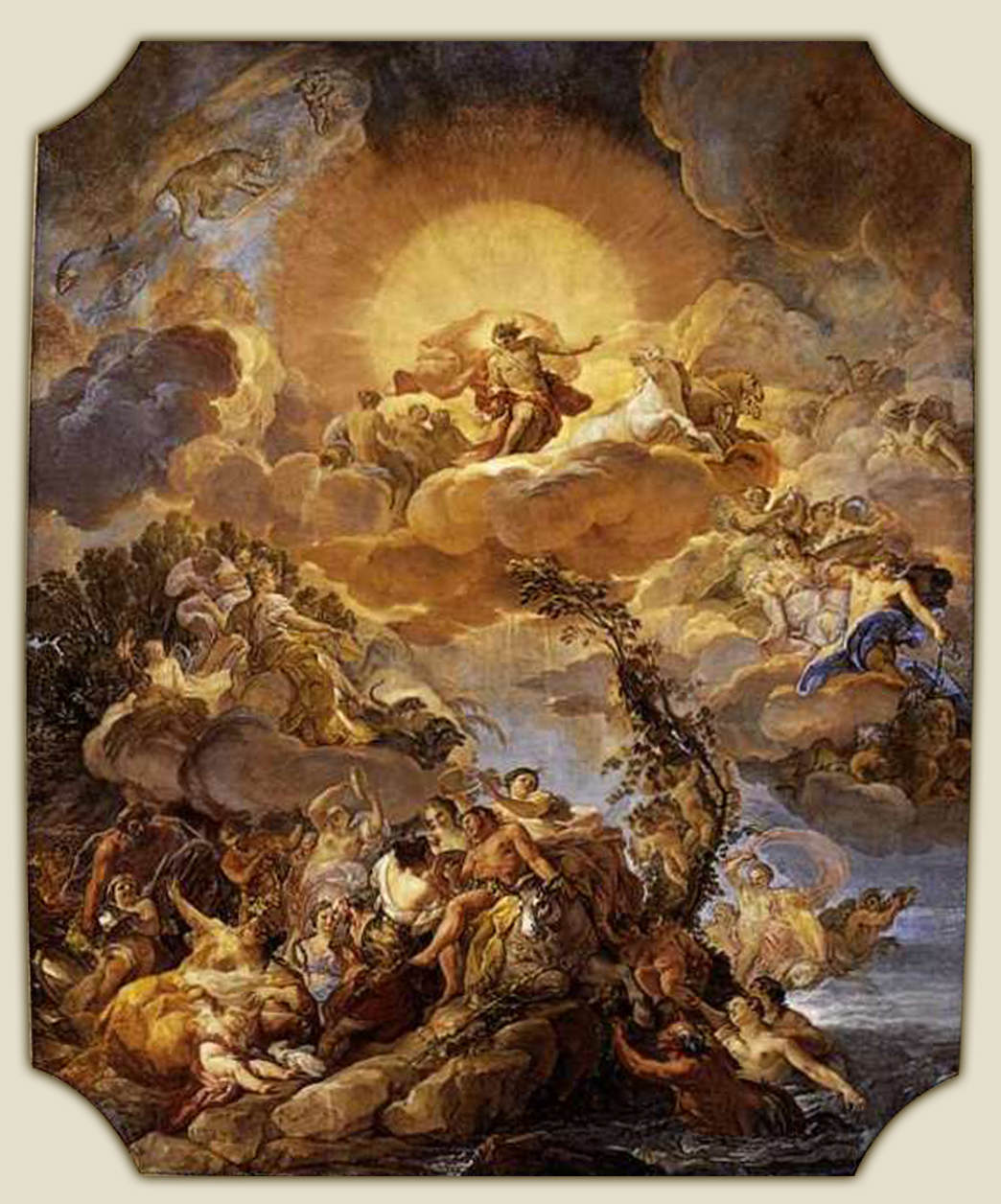
Naissance du soleil et Bacchus
Fresque de plafond (1762)
Salle des Colonnes
Palais royal de Madrid

Son portrait du castrat Carlo Broschi dit Farinelli (1705-1782), en 1753, alors que celui-ci est attaché à la cour d'Espagne, est également l'une de ses œuvres majeures. Il est conservé au conservatoire de Bologne. 
Fresques pour le Palais royal et esquisses
- Allégorie de la Paix et de la Justice (1753-1754), huile sur toile, 41 × 69 cm, musée d'art d'Indianapolis[33]
- Allégorie de la Paix et de la Justice (1753-1754), huile sur toile, 216 × 325 cm pour le Palais royal, Musée du Prado[34]
- Pour les fresques de la chapelle royale, il a réalisé de nombreux croquis préparatoires :
  - pour la voûte d’entrée : La Bataille de Clavijo (1755-1756), huile sur toile, Musée du Prado[35]
  - pour le dôme : La Gloire des saints (1755-1756), huile sur toile, 97 × 137 cm, Musée du Prado[36] et Le Paradis (1754-1757), huile sur toile, 97 × 140 cm, Musée du Prado[37]
  - des pendentifs avec Saint Isidoro, Saint Hermenegildo, Saint Isidro Labrador et Sainte María de la Cabeza.
  - pour la voûte du presbytère : La Sainte Trinité, la Vierge et les Saints (vers 1755), huile sur toile, 99 × 138 cm, série pour la chapelle royale, Musée du Prado[38] et La Trinité (1755-1756), huile sur toile, 80 × 68 cm, Musée du Prado[39]
  - pour le chœur : les trois vertus théologiques
- pour la salle des colonnes
  - La Naissance du soleil et le triomphe de Bacchus (1762), fresque[40]

Cartons de tapisseries
Trois modelli qui faisaient probablement partie d'un ensemble de tapisseries représentant des épisodes des métamorphoses d'Ovide conçus pour les appartements d'une des reines (peut-être Elisabetta Farnese, Barbara de Bragance ou Marie-Amélie de Saxe) au Palais Royal de Madrid mais qui n'ont probablement jamais été exécutées.
- Médée rajeunissant Jason (vers 1760), huile sur toile, 73 × 54 cm, Metropolitan Museum, New York[42]
- Vénus et Adonis et Alpheus et Arethusa maintenant dans la Casita del Príncipe à El Escorial

Œuvres pour le Palais du Buen retiro

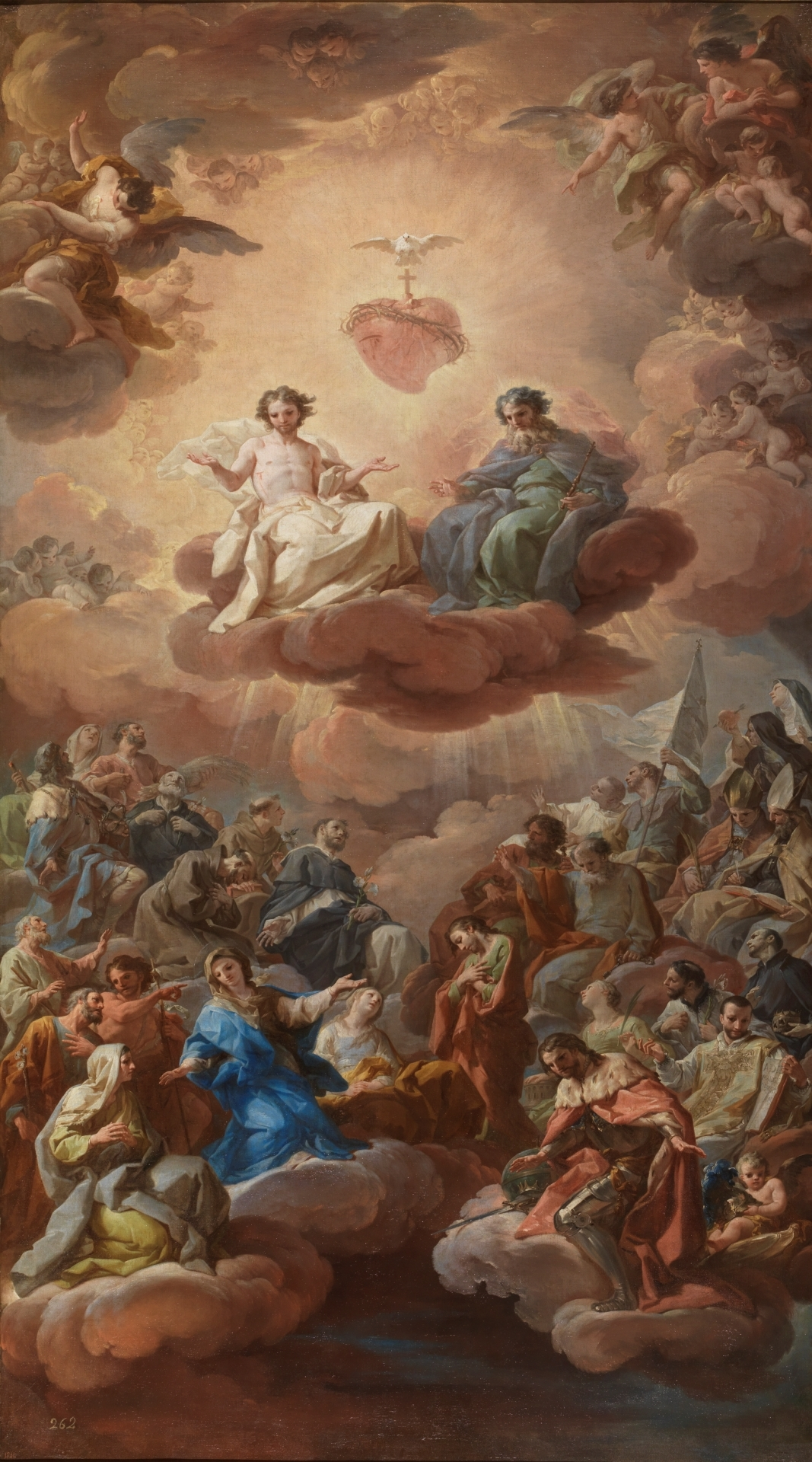
La Sainte Trinité (vers 1759)
Pour l'oratoire de Buen Retiro
Musée du Prado

- série sur la Passion (vers 1754), pour l'oratoire privé de Ferdinand VI dans le Palais du Buen Retiro conservée au Musée du Prado :
  - Le Christ devant Pilate, 140 × 97 cm[43]
  - Le Couronnement d'épines, 141 × 97 cm[44]
  - La Flagellation du Christ, 139 × 96 cm[45]
  - Agonie dans le jardin, 147 × 109 cm[46]
  - Le Christ sur le chemin du Calvaire, 141 × 97 cm, Musée du Prado[47]
  - Descente de Croix, 147 × 109 cm[48]
  - La Sainte Face, 65 × 175 cm[49]
  - La Sainte Trinité, 295 × 170 cm[50]
- Paysage avec chasseurs (1753-1760), huile sur toile, 216 × 325 cm pour la chambre de l'Infante dans le Palais du Buen Retiro, Musée du Prado[51]

Autres œuvres
- Allégorie de la guerre vaincue par la vérité, l'espoir et la prudence, huile sur toile, 65 × 49 cm, ovale peint, bozzetto, Collection privée, vente Sotheby's 2010[52]
- Portrait de Farinelli (vers 1753), Bologne, musée international et bibliothèque de la musique
- Satan s'adressant à Dieu (vers 1750), Rome, musée du Vatican
- Pietà (vers 1756), huile sur toile, 90 × 71 cm, Musée du Prado[53]
- Adoration des bergers, Musée des beaux-arts de Valence (Espagne)
- Adoration des Bergers, huile sur toile, 261 × 215 cm, ancienne Collection royale, Musée du Prado[54]
- L'Espagne rend hommage à la religion et à la foi (1759), huile sur toile, 160 × 150 cm, Musée du Prado[55]
- Le Sacrifice d'Iphigénie (1759-1760), huile sur toile, 75 × 123 cm, Musée du Prado, esquisse d'une scène de la guerre de Troie pour une décoration inconnue d'un site royal de Madrid[56]
- Rève de saint Joseph (1755-1760), huile sur toile, Museo Goya, Saragosse[57]

Œuvres réalisées en Espagne
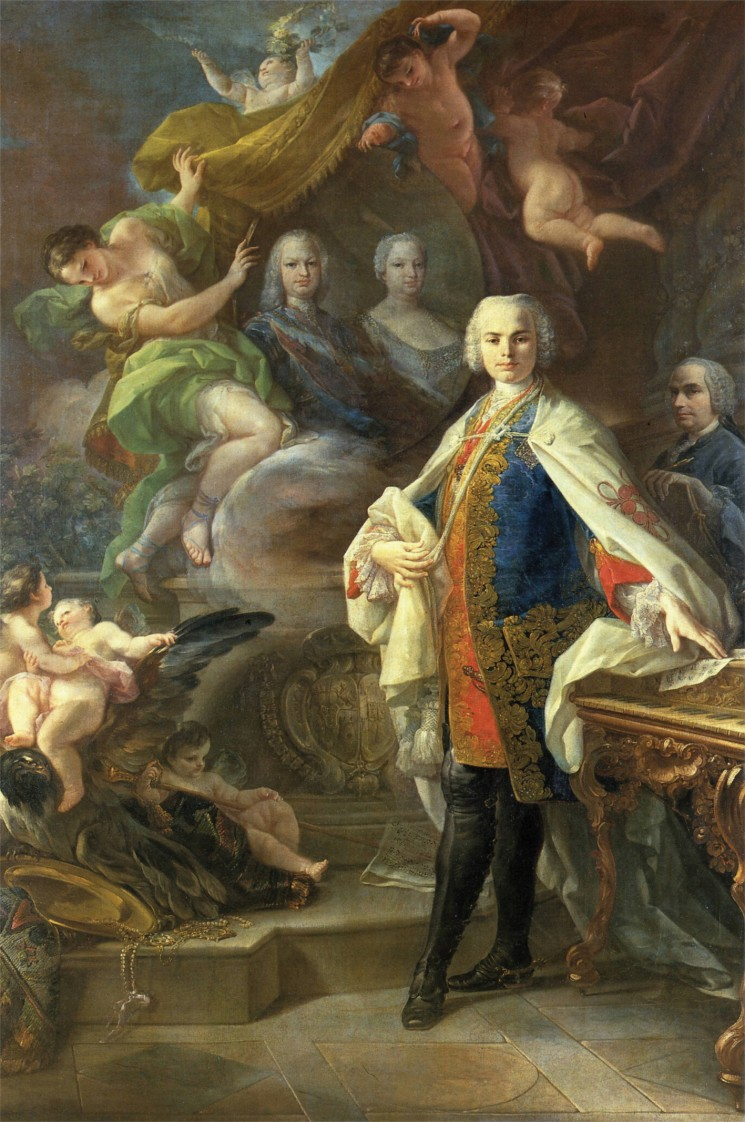
Portrait de Farinelli, vers 1753 Musée de la musique, Bologne
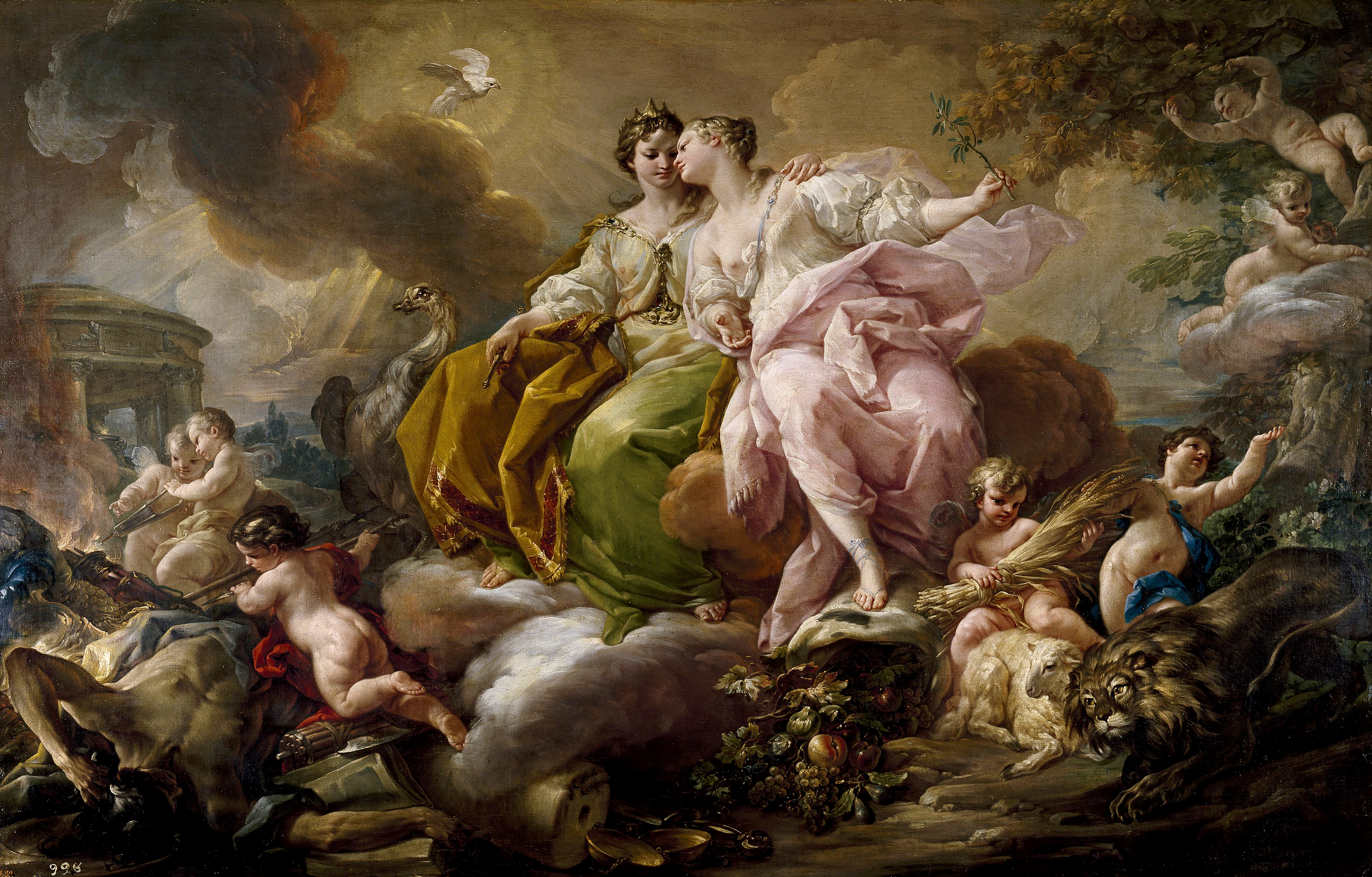
Paix et Justice (1753-1754) Musée du Prado
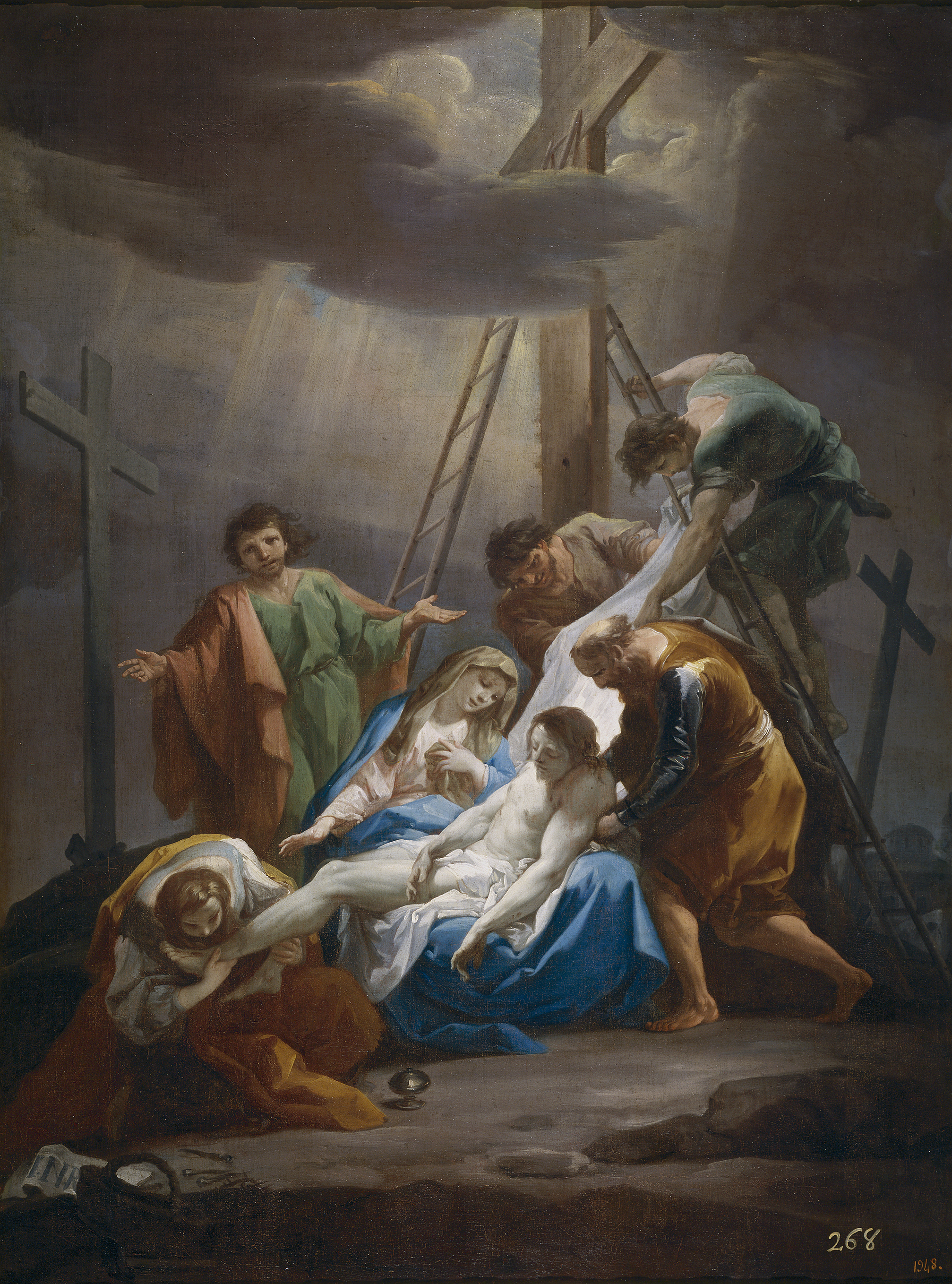
Descente de Croix (1754) Musée du Prado
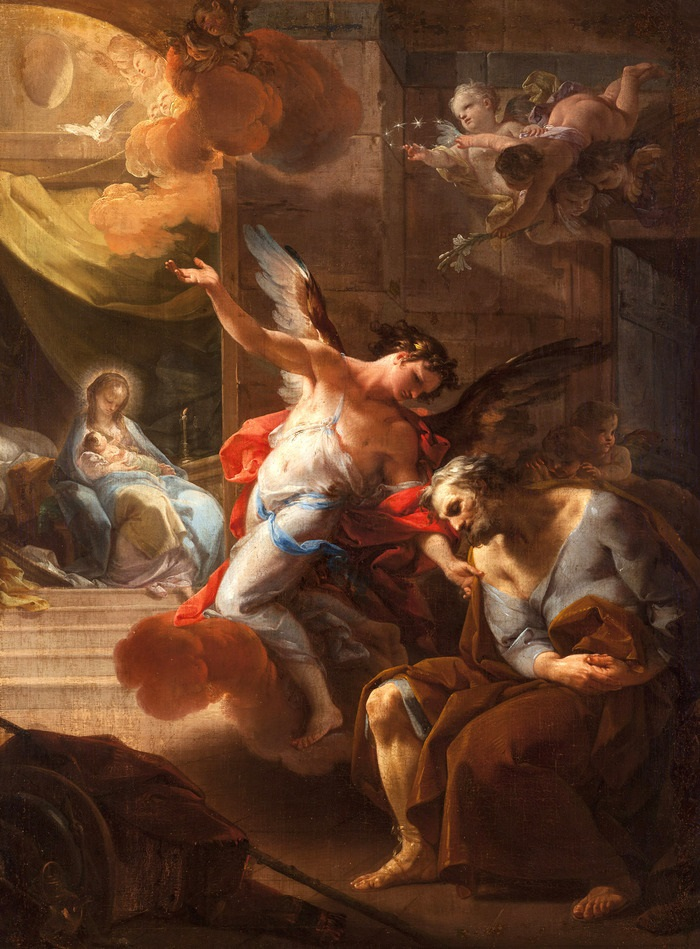
Rêve de saint Joseph (1755-1760) Musée Goya, Saragosse
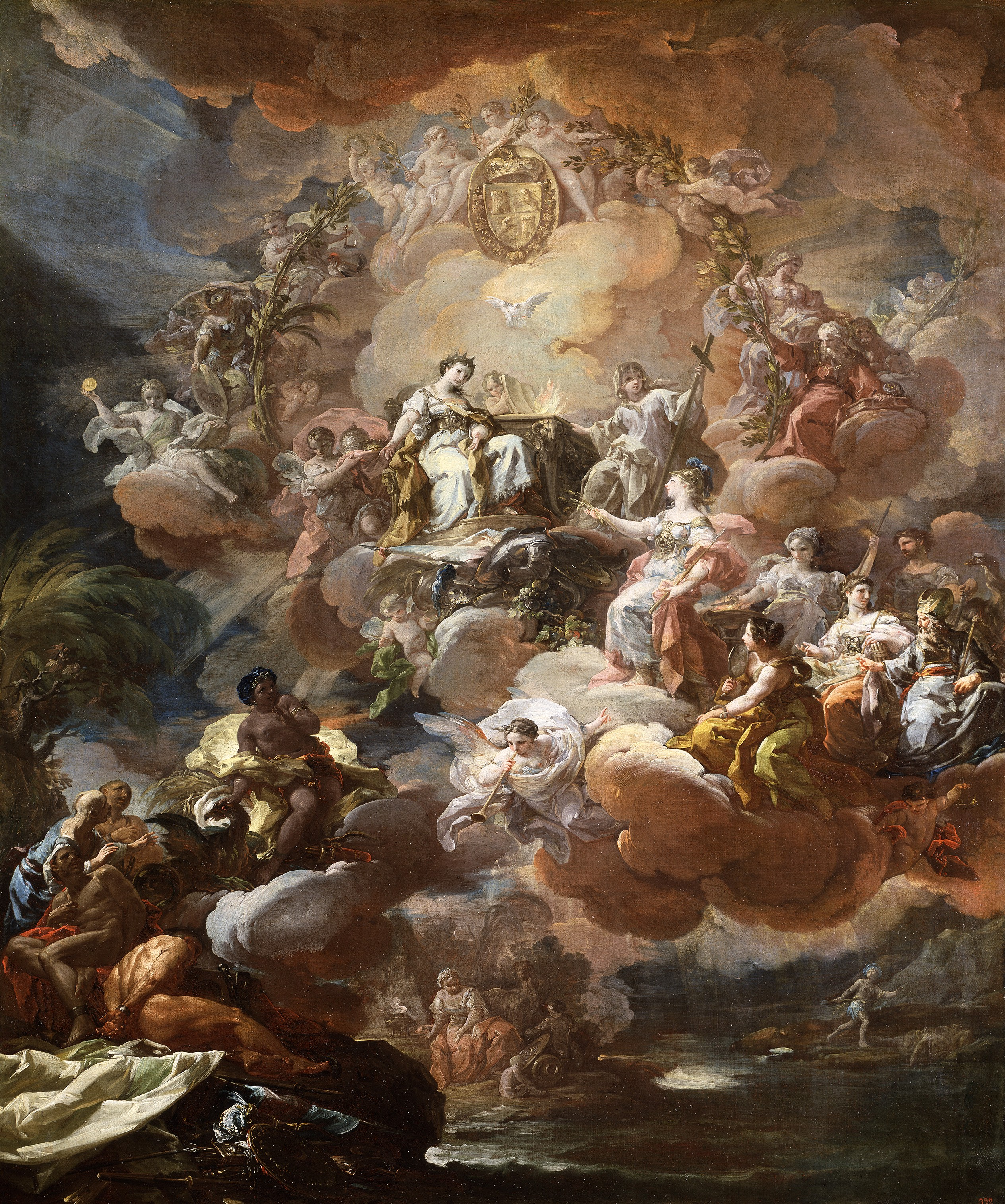
L'Espagne rend hommage à la religion et à la foi (1759), Musée du Prado
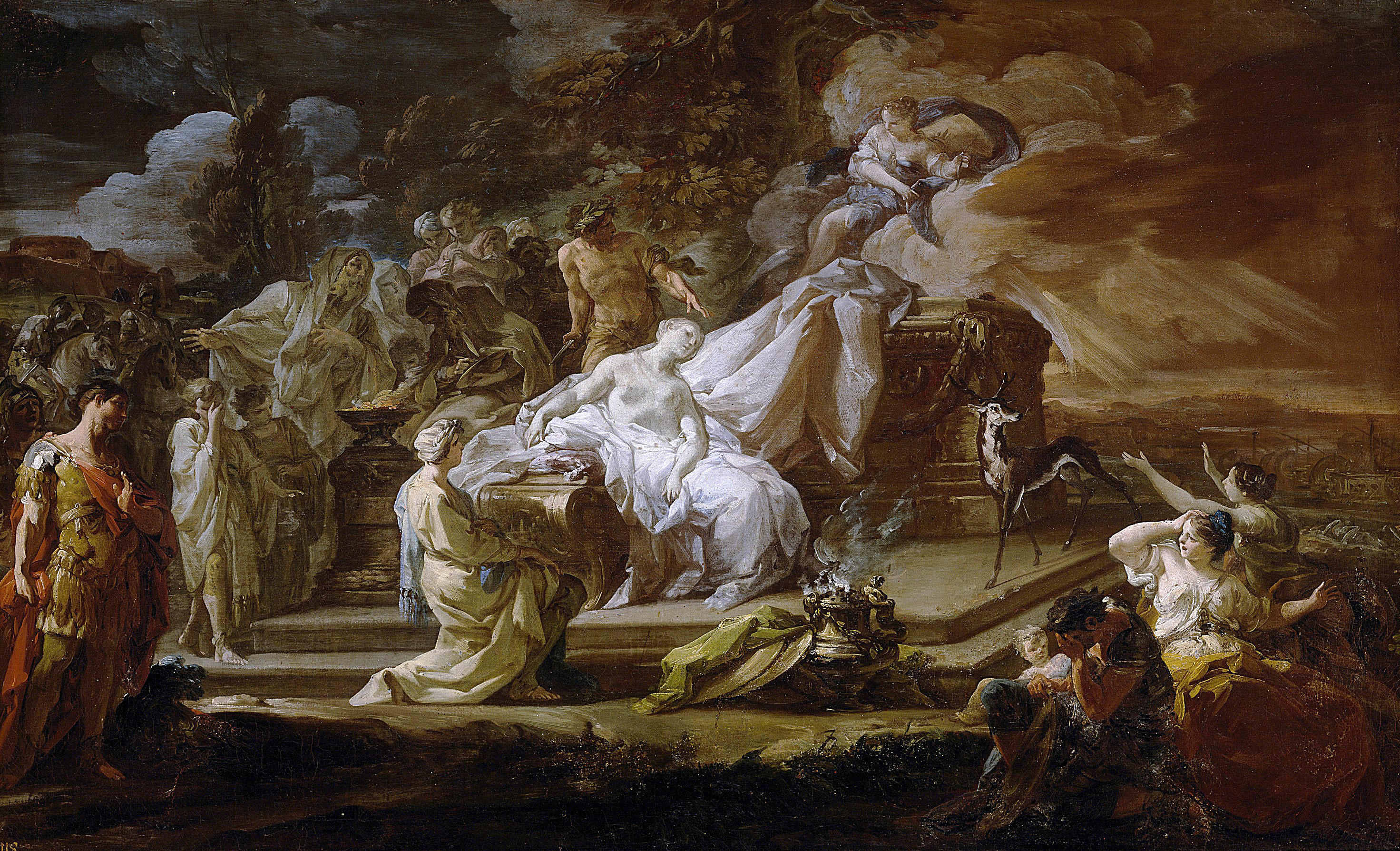
Sacrifice d'Iphigénie (1760) Musée du Prado
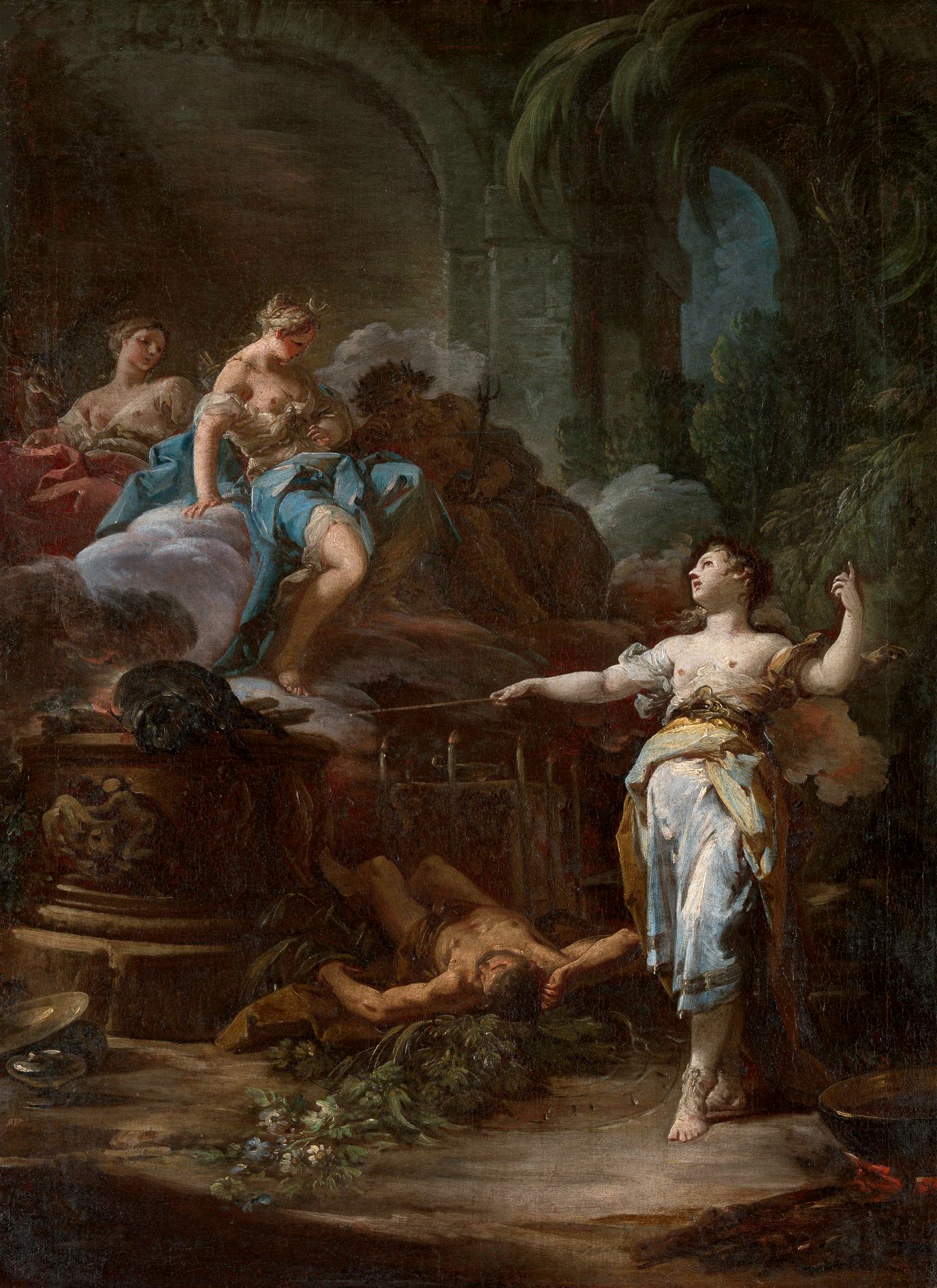
Médée rajeunissant Jason (vers 1760) Metropolitan Museum, New York

### Retour en Italie
- Mariage de la Vierge (1764-1765), huile sur toile, 284 × 179 cm, Pasadena, Norton Simon Museum[58]
- La Visitation (1765), Musée des beaux-arts de Montréal

### Dates non documentées
- La Naissance de Marie, huile sur toile, 54 × 98 cm, Oxford, Christ Church Picture Gallery[59]
- Autoportrait, huile sur toile, 90 × 68 cm, Musée Fesch, Ajaccio[60]
- Adam et Eve, saint Philippe Neri, saint Augustin, saint Sylvestre et un saint Evêque, huile sur toile, 127 × 91 cm, Musée Fesch, Ajaccio[61]
- Apparition de la Vierge à saint Philippe Neri, huile sur toile, 167 × 86 cm, Musée Fesch, Ajaccio[62]
- Saint Jérôme, La Madeleine, sainte Agnès, des anges et des chérubins et St Jean-Baptiste, St Louis de Gonzague, St Antoine Abbé, et un autre saint, huiles sur toile, 131 × 93 cm, Bozzetti pour Église Saint-Nicolas-des-Lorrains à Rome, Musée Fesch, Ajaccio[63]
- Martyre de saint Laurent, huile sur toile, 130 × 96 cm, Musée Fesch, Ajaccio[64]
- Martyre des Saints Marthe, Marius, Abacus et Audifax, huile sur toile, 118 × 167 cm, Musée Fesch, Ajaccio[65]
- Saint Nicolas de Bari, évêque, huile sur toile, 61 × 46 cm, Musée Fesch, Ajaccio[66]
- Vierge à l'Enfant, huile sur toile, 45 × 36 cm, Collection privée, vente Sotheby's 2017[67]
- Vierge à l'Enfant, huile sur toile, 76 × 62 cm, Southampton City Art Gallery[68]
- Le Christ enfant en gloire avec saint Dominique et saint Nicolas, huile sur toile, 45 × 36 cm, bozzetto, Collection privée, vente Sotheby's 2010[69]
- Enée devant Didon au temple de Junon à Carthage, huile sur toile, 50 × 100 cm, bozzetto, Collection privée, vente Sotheby's 2008[70]
- Vénus et Vulcain, huile sur toile, 48 × 74 cm, musée des beaux-arts de Rennes[71]
- Le Paradis, musée Capodimonte de Naples
- Saint Grégoire le Grand, huile sur toile, 60 × 42 cm, Cartwright Hall Art Gallery[72]

Retour en Italie
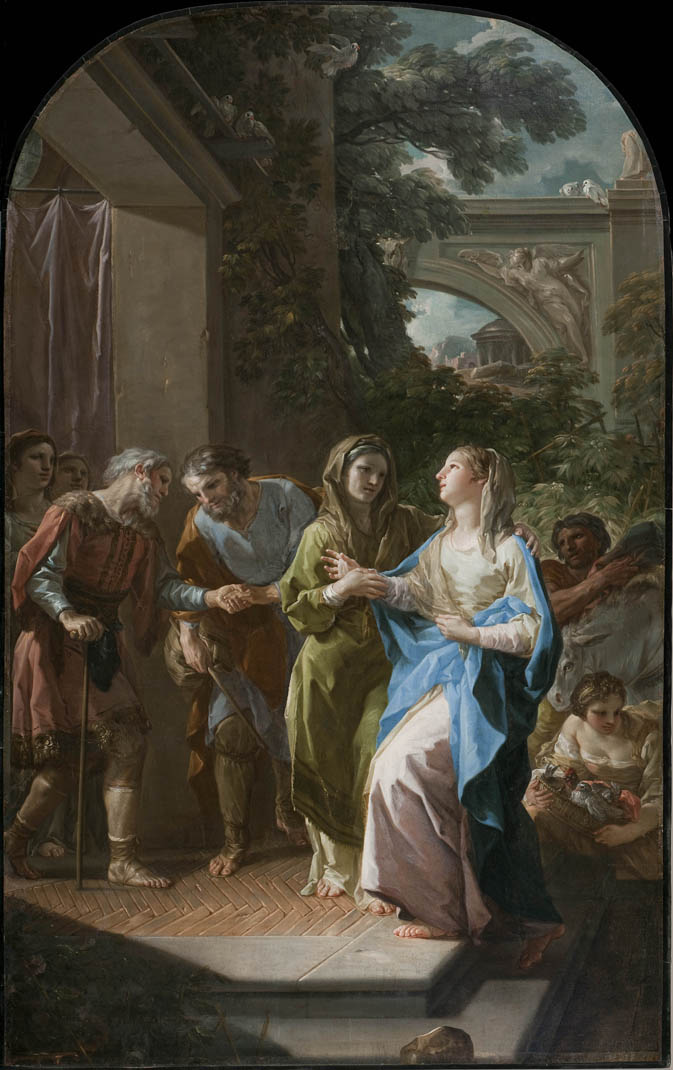
La Visitation, 1765 Musée des beaux-arts de Montréal